# Morrena

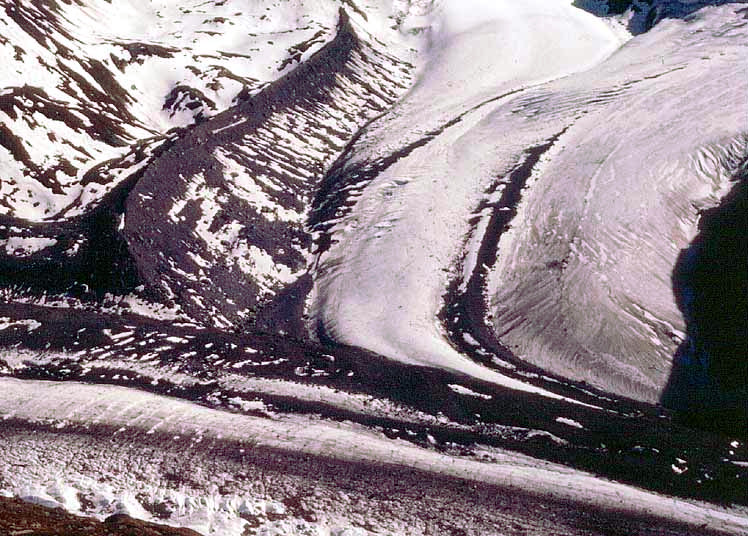
Morrenas

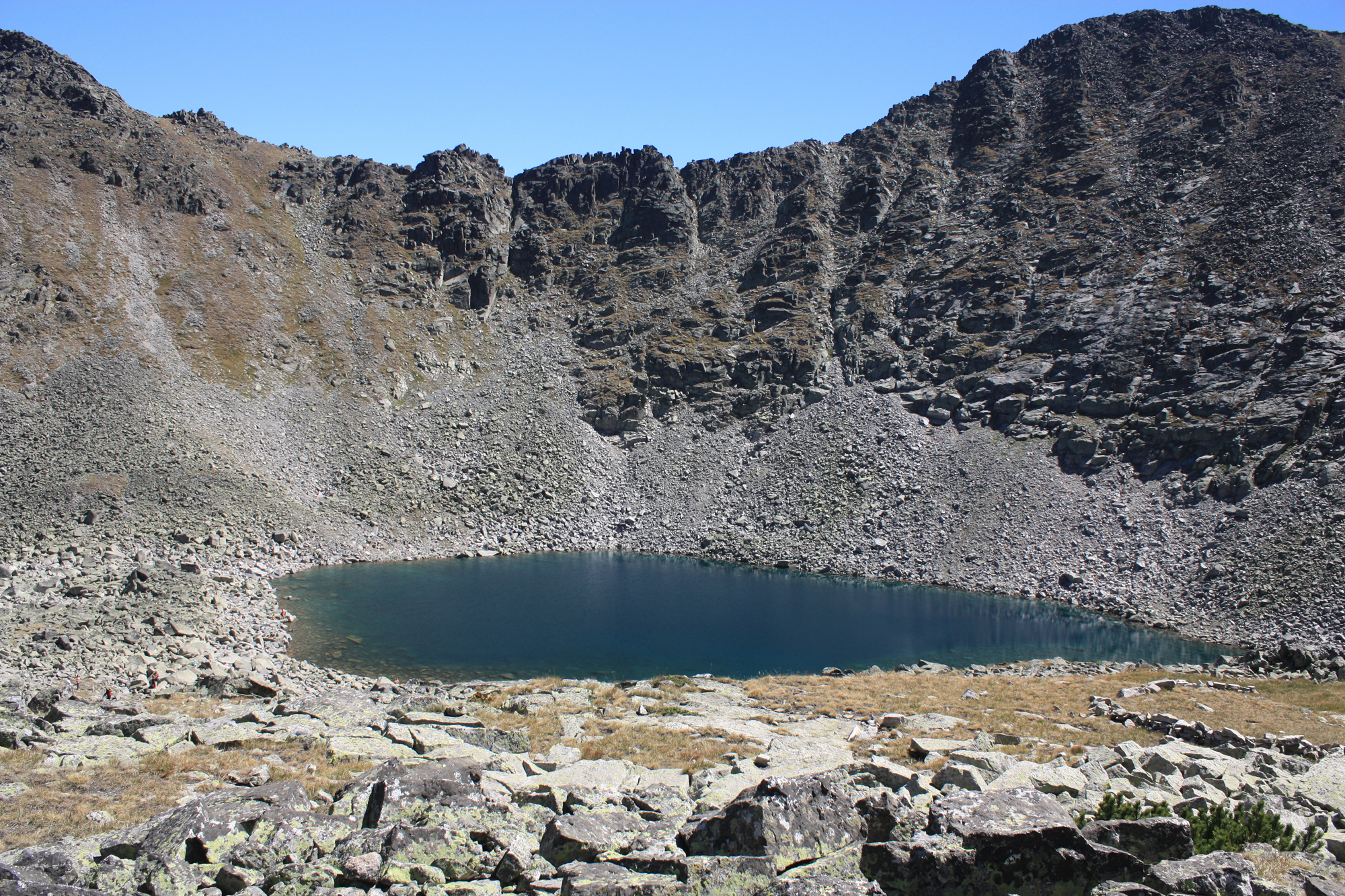
Morrenas alrededor del Lago Helado (2709 m.), justo debajo del pico Musala (2925 m.), en la montaña Rila, Bulgaria.

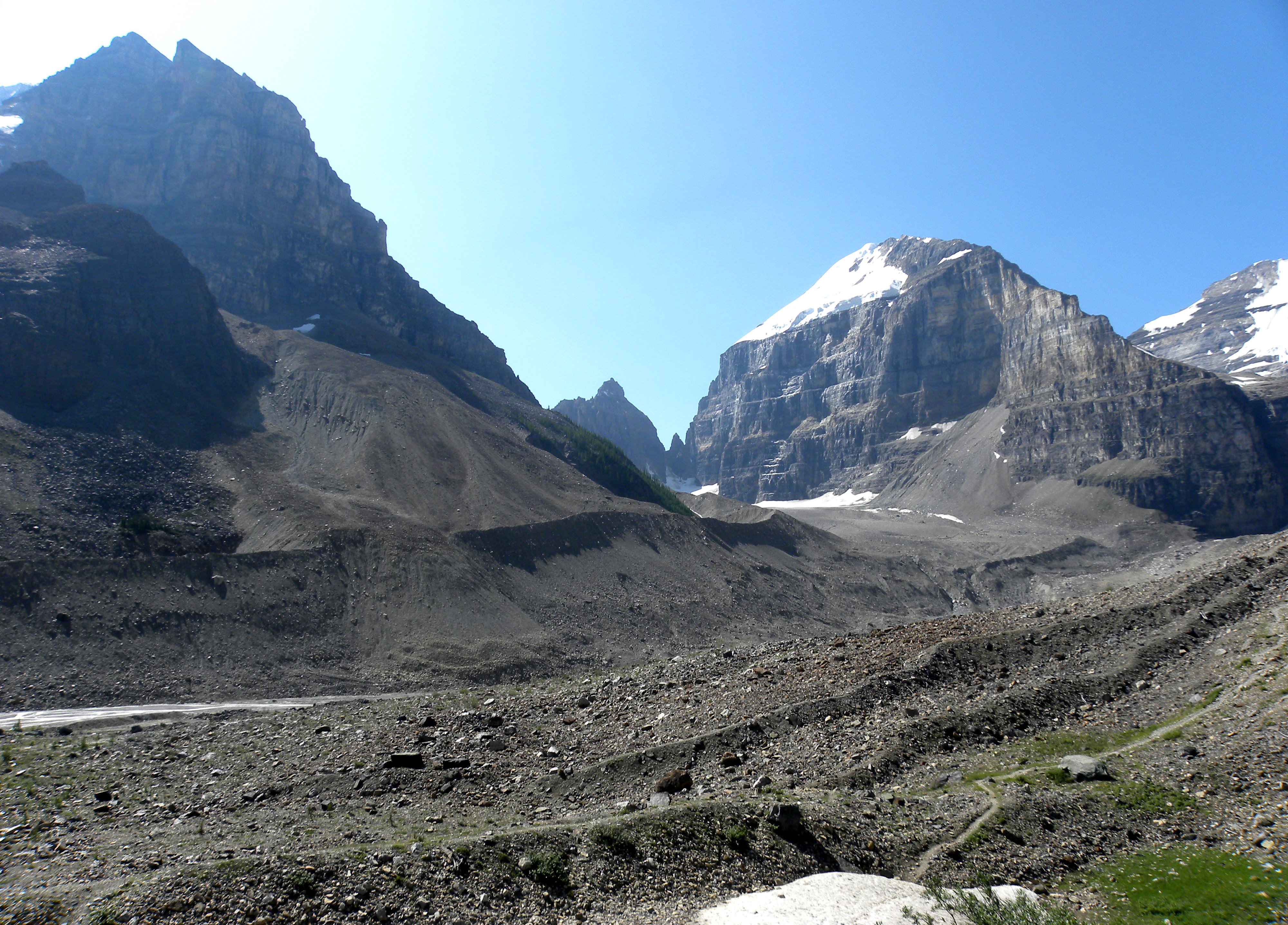
Morrenas

Una morrena es una acumulación de sedimentos transportados por un glaciar, normalmente una mezcla heterogénea de bloques, cantos y arena (till).

## Formación y tipos

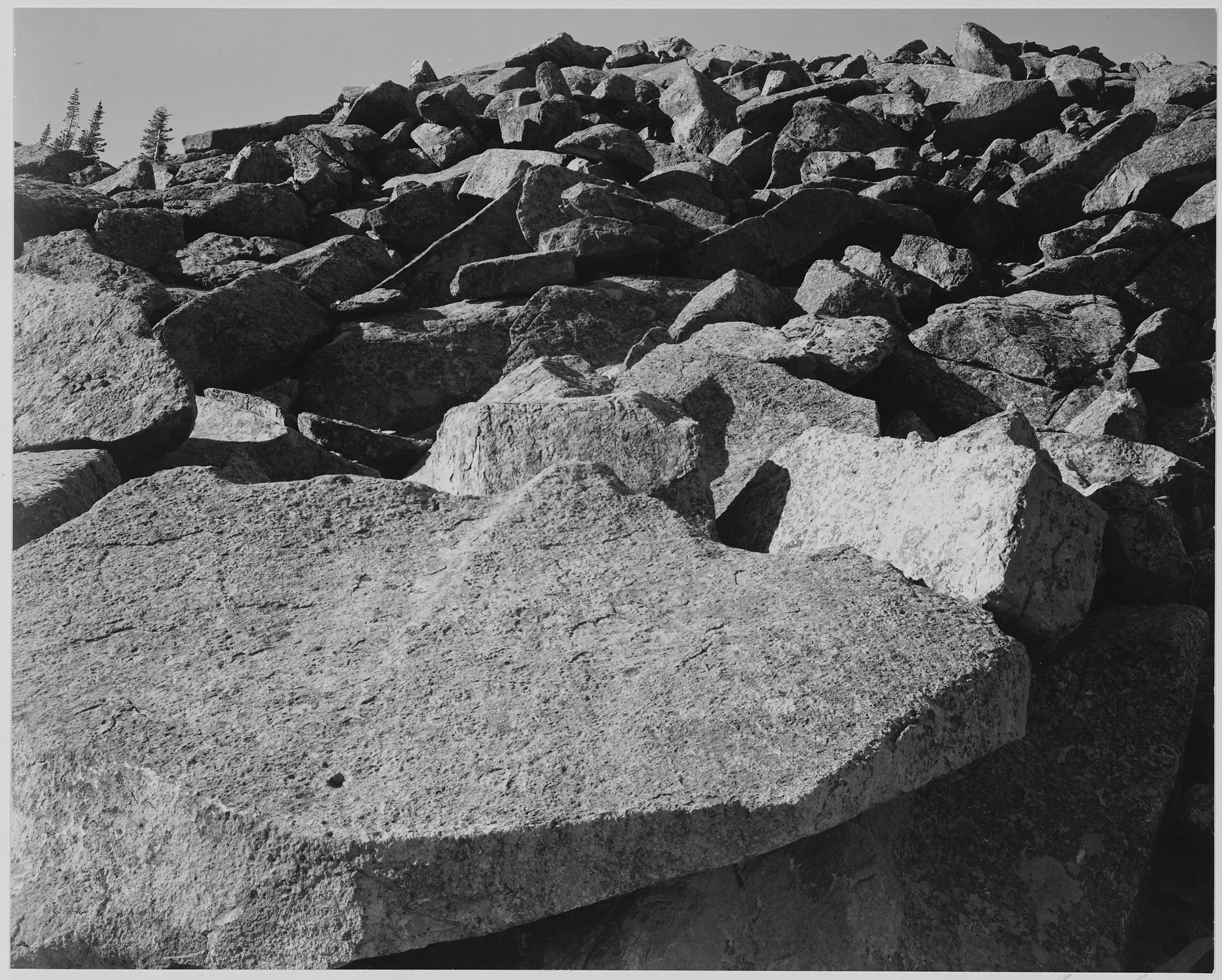
Morrena del parque nacional Rocky Mountain (Estados Unidos)

El glaciar baja desde alturas considerables, erosionando y arrastrando los materiales que encuentra en su camino y transportando los que caen en su superficie. Existen varios tipos de morrenas, que dependen de su relación con el glaciar: 
- Morrena de fondo: se utiliza para describir la capa irregular de till depositada en las zonas de bajo relieve entre las crestas morrénicas más prominentes. Este tipo de morrena, también conocida comúnmente como llanura de till , se forma en la base del glaciar debido a la deformación y posterior deposición del sustrato.
- Morrena lateral: se forman a lo largo de la ladera del glaciar y están compuestas por detritos que caen o se desploman de la pared del valle o fluyen directamente desde la superficie del glaciar. Cuando la tasa de aporte de detritos es alta, las morrenas laterales pueden alcanzar alturas superiores a los 100 metros.
- Morrena central o medial: formadas por la unión de morrenas laterales en la confluencia de dos glaciares en un mismo valle, discurren paralelas a la dirección del flujo de hielo.
- Morrena frontal o terminal: es una cresta morrénica que marca el límite máximo del avance de un glaciar. Se forman en el extremo del glaciar y reflejan la forma del borde de hielo en el momento de su sedimentación. Las morrenas terminales más grandes se forman por las principales capas de hielo continentales y pueden superar los 100 m de altura y las decenas de kilómetros de longitud.[2]
- Morrena de ablación: son aquellas que han sido sedimentadas sobre el lecho del glaciar. Presentan materiales heterogéneos, pero lo más característico es la presencia de grandes bloques dispersos a lo largo del trayecto, llamados bloques erráticos.
- Morrena recesiva: se encuentran detrás del límite de una morrena terminal y se forman durante fases breves de avance o estancamiento glaciar que interrumpen el patrón general de retroceso glaciar. En algunos casos, las morrenas recesivas se forman anualmente (normalmente como resultado del avance glaciar invernal) y se conocen como morrenas anuales.
- Morrena laterofrontal: el término se utiliza cuando los escombros se acumulan alrededor de toda la lengua glaciar. Estos tipos de morrena son comunes en entornos montañosos como los Alpes europeos, los Alpes del Sur de Nueva Zelanda y el Himalaya, donde la gran cantidad de detritos rocosos provenientes de las laderas inestables de los valles se acumula rápidamente en los márgenes de los glaciares.